# Stazione di Carentino
La stazione di Carentino è una fermata ferroviaria posta sulla linea Alessandria-Cavallermaggiore. Serve il centro abitato di Carentino.

## Storia
La fermata di Carentino venne attivata il 1º aprile 1923.
Attualmente è inutilizzata dal 2012 a seguito della sospensione del traffico sulla tratta ferroviaria.